# 蒲生礼一
蒲生礼一（蒲生禮一、がもう れいいち、1901年4月7日 - 1977年8月12日）は、日本のイスラム学者。東京外国語大学名誉教授。

## 経歴
1901年、島根県生まれ。東京外国語学校を卒業。1925年、東京外国語学校講師となった。その一方で、回教圏研究所でも研究活動を続けた。
太平洋戦争終結後の1950年、東京外国語大学教授に就任。1954年からは東京大学文学部講師を兼任した。1964年に東京外国語大学を定年退官し、名誉教授となった。

## 家族・親族
- 女婿：大野盛雄は人文地理学研究者。

## 著作
著書
- 『イランの歴史と文化』博文館 興亜全書 1941
- 『世界の国国 西南アジア』国民図書刊行会 1952
- 『イラン文化』弘文堂 アテネ文庫 世界歴史シリーズ 1956
- 『イラン史』修道社 現代選書 1957
- 『イスラーム 回教』岩波新書 1958
- 『ペルシアの詩人』紀伊国屋新書 1964
- 『ウルドゥー語入門』泰流社 1976
- 『ペルシア語文法入門』大学書林 1983

共著
- 『オリエント 第2』(図説世界文化史大系 4) 前嶋信次共編、角川書店 1958
- 『ヘブライ・アラビア・ペルシアの文学』(世界の文学史) 関根正雄・牧野信也共著、明治書院 1967
- 『世界民話の旅 ギリシア・ペルシアの民話』共著 さ・え・ら書房 1970

翻訳
- 『四人の托鉢僧の物語 印度回教文学古典』ミール・アマン著、生活社 1942
  - 改題『四人の托鉢僧の物語』平凡社(東洋文庫) 1999
- 『アラビア・ペルシア集』(世界文学大系 68) 筑摩書房 1964[1]

1. 薔薇園(シラーズのサァディー)
2. 果樹園(シラーズのサァディー）
3. 精神的マスナヴィー(ルーミー)
4. 抒情詩(シラーズのハーフィズ）

- 『薔薇園 グリスターン イラン中世の教養物語』サアディー著、平凡社(東洋文庫) 1964
- 『少年少女新世界文学全集(アジア・アフリカ編)』講談社 1965

フィルドゥシー「王書物語」

### 記念論集
- 『蒲生礼一先生記念論集』蒲生礼一先生10回忌記念刊行会 1987

## 参考
- 「<座談会>日本におけるイスラム学の歩み」蒲生礼一・内藤智秀・野原四郎・前嶋信次・松田寿男・松林亮・井岡畯一『イスラム世界』2, 1994年. doi
- デジタル版日本人名大辞典